# Оганесян, Эдвард Оганесович
Эдва́рд Огане́сович Оганеся́н (арм. Էդվարդ Հովհանեսի Հովհաննիսյան; 28 февраля 1990, Ереван, Армянская ССР, СССР) — армянский футболист, вратарь клуба «Дилижан».

## Карьера игрока
Эдвард Оганесян родился в городе Ереван. В 5 лет полюбил футбол, с 6 лет начал в него играть. Но прежде, чем стать футболистом, в детстве занимался теннисом. И если бы не любовь к футболу, стал бы теннисистом или гимнастом. Занимаясь теннисом, Оганесян вместо тренировок (возле теннисного корта находилось тренировочное поле «Арменикума», прежнее название клуба «Пюник» до 2001 года) стоял и смотрел, как там занимались футболисты и тогда убедил родителей, чтобы они позволили заниматься футболом. В 6 лет пошёл в футбольную школу «Пюник», в которой познавал азы мастерства футбола. Свои первые шаги Оганесян делал с тренером Юрой Мурадяном. Оганесян случайно стал вратарём. В одной из игр не пришёл вратарь команды и Оганесян был вынужден занять место в воротах. После окончания игры тренер разглядел в Оганесян будущего вратаря. Молодой игрок последовал совету, став полноценным вратарём. Профессионально начал выступать за «Пюник», а именно за «Пюник-2», с 2005 года в первой лиге. После нескольких удачных игр, позвали в Премьер-лигу. В том же 2005 году Оганесян заключил свой первый профессиональный контракт с «Пюником», и до 2011 года будет выступать в составе многократных чемпионов Армении. В 2009 году стал самым надёжным вратарём сезона. С приобретением в команду белорусского вратаря Артура Лесько, Оганесян потерял место в воротах и прочно сел в запас. В чемпионате очень редко выходил на поле, приняв участие в 3-х играх. В начале 2011 года «Пюник» выставил игрока на трансферный рынок. Им заинтересовался ереванский «Улисс», с которым Оганесян заключил контракт.

## Карьера в сборной
В 2006 году дебютировал в сборной Армении (до 17-ти). Два года спустя дебют состоялся в юношеской сборной, в составе которой провёл 3 матча. С 2009 года выступает во второй по рангу сборной, где является основным голкипером команды.

## Семейное положение
Отец — Оганес, мать — Анна. Не женат.

## Достижения

### Командные достижения
«Пюник»
- Чемпион Армении (4): 2007, 2008, 2009, 2010
- Обладатель Кубка Армении (2): 2009, 2010
- Обладатель Суперкубка Армении (3): 2007, 2008, 2010

«Улисс»
- Чемпион Армении (1): 2011

### Личные достижения
- Самый надёжный вратарь: 2009